# Loúis Tsátoumas
Loúis Tsátoumas (Grieks: Λούης Τσάτουμας) (Messene, 12 februari 1982) is een Griekse verspringer. Hij nam driemaal deel aan de Olympische Spelen, maar won hierbij geen medailles. Hij is zowel in- als outdoor nationaal recordhouder en heeft meerdere nationale titels op zijn naam staan. 

## Carrière

### Europese titels
De internationale carrière van Tsátournas begon op zijn zeventiende bij de wereldkampioenschappen voor B-junioren, waar hij vierde werd in de finale. Een jaar later tijdens de wereldkampioenschappen voor alle junioren kwam hij niet verder dan de kwalificaties. Dit in tegenstelling tot de Europese kampioenschappen voor dezelfde categorie in 2001, waar hij de Europese juniorentitel wist te pakken met 7,98 m. In het jaar 2002 kwam Tsátournas niet uit op een groot kampioenschap, maar sprong hij wel voor het eerst over de acht meter: hij kwam dat jaar tot 8,17.
In 2003 won Tsátournas het verspringen bij de Europese kampioenschappen voor neo-senioren met een sprong van 8,24. Ook mocht hij dat jaar deelnemen aan de wereldkampioenschappen in Parijs. Hij haalde daar de finale, maar eindigde als laatste. In het olympische jaar 2004 ging het allemaal wat minder met Loúis Tsátoumas: hij kwam niet door de kwalificaties bij de wereldindoorkampioenschappen en bleef achter op zijn persoonlijk record. Hij kwalificeerde zich weliswaar voor de Olympische Spelen in de hoofdstad van zijn thuisland, Athene, maar bleef steken in de kwalificatieronde.

### Wisselende prestaties bij de senioren
De Europese indoorkampioenschappen van 2005 in Madrid begonnen goed voor Tsátournas: hij kwalificeerde zich als hoogstgeplaatste in zijn eerste poging voor de finale met een sprong van 8,09. In de finale ging het echter helemaal mis: al zijn zes pogingen waren ongeldig en hij verliet het toernooi met lege handen. In 2006 greep hij net naast het podium tijdens de WK indoor: met een sprong van 8,10 eindigde hij als vierde in de finale. Later in het jaar tijdens de Europese kampioenschappen sprong Tsátournas in de finale na twee ongeldige pogingen 7,84, waarmee hij nog drie pogingen kreeg om zich te verbeteren. Deze benutte hij niet: hij sprong nog driemaal ongeldig. Later in het jaar werd hij derde bij de wereldatletiekfinale in Stuttgart.

### Zilver op EK indoor
Loúis Tsátoumas behaalde zijn eerste medaille van een groot internationaal seniorentoernooi tijdens de EK indoor in 2007. Hij sprong daar in de finale 8,02 en werd er tweede mee. Op 2 juni 2007 sprong hij in Kalamáta een persoonlijk en Grieks record van 8,66. Deze prestatie was de verste sprong ter wereld, sinds Iván Pedroso 8,70 had gesprongen op de WK van 1995 in Göteborg.  
Desondanks wist hij zich in 2008 niet te kwalificeren voor de finale bij de WK indoor. Hij nam later in het jaar deel aan de Olympische Spelen in Peking, waar hij in de kwalificaties 8,27 sprong en de finale als hoogstgeplaatste bereikte. In die finale sprong hij driemaal ongeldig. Het jaar daarop bleef Tsátournas steken in de kwalificaties tijdens de EK indoor en kon niet opnieuw voor een medaille meestrijden. Tijdens de WK in Berlijn kon hij dit wel, maar eindigde als elfde.
In 2010 tijdens de EK in Barcelona sprong Tsátournas naar een zesde plek. Zijn sprong van 8,09 - 57 centimeter onder zijn persoonlijk record - was zijn beste seizoensprestatie van dat jaar. Een jaar later kwam hij wel wat verder: 8,21 indoor, wat een persoonlijk en nationaal record is, en outdoor tot 8,26. Bij de andere kampioenschappen ging het juist wat minder: bij beide grote toernooien van dat jaar, de WK en EK indoor eindigde hij als zesde in zijn kwalificatiegroep, wat niet genoeg was voor de finale.

### Wederom geen succes op OS
In 2012 werd hij zesde bij de WK indoor in Istanboel. Op de Olympische Spelen van Londen dat jaar, werd hij uitgeschakeld in de kwalificatieronde met een beste poging van 7,53.
Tsatoumas staat met zijn uit 2007 daterende sprong van 8,66 tiende op de wereldranglijst van verspringers aller tijden (peildatum juni 2014).

## Titels
- Kampioen Middellandse Zeespelen verspringen - 2013
- Grieks kampioen verspringen - 2003, 2004, 2005, 2006, 2008, 2010, 2011, 2013
- Grieks indoorkampioen verspringen - 2004, 2005, 2006, 2007, 2008, 2009, 2011, 2012, 2014
- Europees kampioen verspringen U23 - 2003
- Europees kampioen verspringen junioren - 2001

## Persoonlijke records
| Onderdeel             | Prestatie          | Datum           | Plaats   |
| --------------------- | ------------------ | --------------- | -------- |
| verspringen (outdoor) | 8,66 m (nat. rec.) | 2 juni 2007     | Kalamáta |
| verspringen (indoor)  | 8,23 m (nat. rec.) | 8 februari 2014 | Piraeus  |

## Prestaties

### Kampioenschappen
| Jaar | Wedstrijd                     | Plaats       | Resultaat | Prestatie |
| ---- | ----------------------------- | ------------ | --------- | --------- |
| 1999 | WK junioren B                 | Bydgoszcz    | 4e        | 7,54 m    |
| 2001 | EK junioren                   | Grosseto     | 1e        | 7,98 m    |
| 2003 | EK U23                        | Bydgoszcz    | 1e        | 8,24 m    |
| 2003 | WK                            | Parijs       | 12e       | 7,72 m    |
| 2003 | Europese Indoorcup            | Leipzig      | 8e        | 4,29 m    |
| 2003 | Europacup                     | Florence     | 1e        | 8,06 m    |
|      | Wereldatletiekfinale          | Monaco       | 8e        | 7,22 m    |
| 2005 | Europacup B                   | Leira        | 2e        | 7,72 m    |
| 2006 | WK indoor                     | Moskou       | 4e        | 8,10 m    |
|      | Europacup B                   | Thessaloniki | 2e        | 7,91 m    |
|      | EK                            | Göteborg     | 8e        | 7,84 m    |
|      | Wereldatletiekfinale          | Stuttgart    | 3e        | 8,29 m    |
| 2007 | EK indoor                     | Birmingham   | 2e        | 8,02 m    |
| 2009 | Europese teamkampioenschappen | Leiria       | 3e        | 7,91 m    |
|      | WK                            | Berlijn      | 11e       | 7,59 m    |
| 2010 | EK                            | Barcelona    | 6e        | 8,09 m    |
|      | Middellandse Zeespelen        | Pescara      | 3e        | 8,20 m    |
| 2012 | WK indoor                     | Istanboel    | 6e        | 7,88 m    |
| 2013 | Middellandse Zeespelen        | Mersin       | 1e        | 8,14 m    |
|      | WK                            | Moskou       | 10e       | 7,98 m    |
| 2014 | WK indoor                     | Sopot        | 4e        | 8,13 m    |
|      | EK                            | Zürich       | 2e        | 8,15 m    |

### Golden League-podiumplaatsen
| Jaar | Wedstrijd          | Plaats  | Resultaat | Prestatie |
| ---- | ------------------ | ------- | --------- | --------- |
| 2006 | Memorial Van Damme | Brussel | 2e        | 8,15 m    |
|      | ISTAF              | Berlijn | 2e        | 8,30 m    |
| 2009 | ISTAF              | Berlijn | 2e        | 8,15 m    |

### Diamond League-podiumplaatsen
| Jaar | Wedstrijd                       | Plaats      | Resultaat | Prestatie |
| ---- | ------------------------------- | ----------- | --------- | --------- |
| 2011 | Bislett Games                   | Oslo        | 3e        | 7,96 m    |
| 2013 | Meeting Areva                   | Saint-Denis | 3e        | 8,02 m    |
| 2014 | Qatar Athletic Super Grand Prix | Doha        | 1e        | 8,06 m    |

### Overige wedstrijden
| Jaar | Wedstrijd | Plaats  | Resultaat | Prestatie |
| ---- | --------- | ------- | --------- | --------- |
| 2014 | FBK Games | Hengelo | 1e        | 8,25 m    |